# Ефимов, Николай Иванович
Николай Иванович Ефимов (9 декабря 1932, Москва — 2 августа 2022, Москва) — советский государственный деятель, организатор советской и российской печати, председатель Государственного комитета СССР по печати (1989—1990).

## Биография
В 1955 году окончил факультет журналистики Московского государственного университета им. М. В. Ломоносова.
- 1955—1957 — редактор отдела печати Великобритании Советского информационного бюро в Москве.
- 1957—1961 — редактор представительства Совинформбюро в Великобритании.
- 1961—1965 — ответственный секретарь, главный редактор объединённой редакции газет для Англии и Норвегии Главной редакции периодических изданий в странах Западной Европы и Северной Америки Агентства печати «Новости» в Москве.
- 1965—1966 — главный редактор периодики для Англии Главной редакции стран Северной Америки Агентства печати «Новости».
- 1966—1971 — советник посольства СССР в Великобритании, заведующий бюро Агентства печати «Новости» в Великобритании — шеф-редактор газеты «Совьет Уикли» в Лондоне.
- 1971—1972 — главный редактор журнала «Спутник» Агентства печати «Новости», Москва.
- 1972—1976 — член правления, главный редактор Главной редакции централизованных материалов Агентства печати «Новости».
- 1976—1980 — заместитель председателя правления — директор издательства Агентства печати «Новости».
- 1980—1983 — заместитель председателя правления Агентства печати «Новости» — главный редактор газеты «Московские новости».
- 1983—1988 — первый заместитель главного редактора газеты «Известия».
- 1988—1989 — заместитель заведующего Идеологическим отделом ЦК КПСС — заведующий подотделом внешнеполитической информации и международных связей.
- 1989—1990 — председатель Государственного комитета СССР по печати.
- 1990—1991 — главный редактор газеты «Известия».
- 1992 — создал в Москве российско-итальянскую газету «Modus Vivendi International», выходившую непродолжительное время[1].
- 1995 — апрель 2011 — заместитель главного редактора — ответственный секретарь журнала «Российская Федерация сегодня».

Член КПСС с 1962 года. Член ЦК КПСС (1990—1991).
Скончался 2 августа 2022 года в Москве.

## Публикации
- Сегодня снег напомнил мне Отчизну
- Владимирская земля: Встреча через 25 000 лет.
- Испытания Юрия Гагарина
- Наши потери в войне были большими, но соразмерными
- Масштабы алкоголизации России
- Родина: патриоты и негодяи
- Процесс в Ростове и чеченские рабы (недоступная ссылка)
- 22 июня 1941 года
- Великий перелом в Великой войне
- Сколько жизней унесла война?
- Гаагский трибунал: предвзятость и двойные стандарты (недоступная ссылка)